# Österreichischer Puppenclub
Der Österreichische Puppenclub ist ein 1978 gegründeter österreichischer Verein zur Förderung des Puppenspiels. Der Verein gibt seit 1984 die Fachzeitschrift ÖPUS heraus.

## Geschichte und Mitglieder
Der Verein Österreichischer PUPPENCLUB wurde am 20. Juni 1978 mit Sitz in Eschenau unweit der niederösterreichischen Landeshauptstadt St. Pölten gegründet.
Vereinsmitglieder sind österreichische Puppenspieler, Pädagogen, Kunstschaffende, Puppenhersteller, Puppensammler sowie Freunde des Mediums Figurentheater und natürlich Leiter von Puppenbühnen und Krippentheatern.

## Zeitschrift ÖPUS
Mit dem Figurentheater und seinen artverwandten Künsten widmet sich die zweimal jährlich erscheinende Theaterzeitschrift ÖPUS – österreichische Puppenspiel-Journalette, welche vom Österreichischen Puppenclub seit 1984 herausgegeben wird. Anfangs lautete der Titel Puppenclub News. Die Zeitung informiert Abonnenten aus elf europäischen Ländern über wichtige Festivals, Museen, Sammlungen, Reisen, Premieren und andere Puppentheaterereignisse. 

## Bücherstube
Die Bücherstube des Österreichischen Puppenclubs in Eschenau ist eine Fachbuchhandlung für Puppenspiel. Sie vertritt den Verlag und Buchversand PUPPEN & MASKEN, Wilfried Nold, Frankfurt, in Österreich. Auch Bücher in englischer und französischer Sprache finden sich im Versandkatalog. Bei den Figurentheaterfestivals in Wels, Mistelbach und Neusiedl am See, aber auch international, z. B. beim Weltfestival im französischen Charleville-Mézières präsentiert sie sich regelmäßig.